# Filip Glavaš
Filip Glavaš (* 6. Mai 1997 in Rijeka) ist ein kroatischer Handballspieler.

## Karriere

### Verein
Der 1,83 m große Rechtsaußen spielte in seiner Heimatstadt für den MRK Kozala Rijeka und für den RK Zamet Rijeka, mit dem er sein Debüt in der kroatischen Premijer Liga gab. Weiterhin stand er in Kroatien beim GRK Varaždin, MRK Umag und RK Poreč unter Vertrag. In Slowenien lief der Linkshänder zwei Spielzeiten für den RK Trimo Trebnje auf. Seit 2023 spielt er für den kroatischen Rekordmeister RK Zagreb. Mit Zagreb gewann er 2024 und 2025 die Meisterschaft und den Pokal.

### Nationalmannschaft
Mit der kroatischen Nationalmannschaft belegte Filip Glavaš bei der Europameisterschaft 2022 den 8. Platz und bei der Weltmeisterschaft 2023, wo er mit 36 Toren bester kroatischer Werfer war, den 9. Platz.  Bei der Handball-Weltmeisterschaft der Männer 2025 warf Glavaš 39 Tore in neun Partien und gewann mit Kroatien die Silbermedaille.